# Giulio Angioni

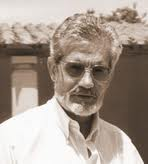
Giulio Angioni

Giulio Angioni (Guasila, 28 ottobre 1939 – Settimo San Pietro, 12 gennaio 2017) è stato un antropologo, scrittore e poeta italiano.

## Biografia
Docente di Antropologia culturale all'Università degli Studi di Cagliari, allievo e collaboratore di Ernesto de Martino e di Alberto Mario Cirese, è un esponente della Scuola antropologica di Cagliari. Si è formato anche in Germania come Stipendiat della Alexander von Humboldt-Stiftung, ha insegnato anche in Francia alla Università di Provenza (Aix) ed è fellow del St Antony's College dell'Università di Oxford.
Dalle sue ricerche sul mondo contadino (da cui Angioni proviene e a cui ritorna da studioso) hanno origine i suoi studi di antropologia delle tecniche, con lavori di documentazione quali, tra l'altro, Rapporti di produzione e cultura subalterna. Contadini in Sardegna, 1974; Sa laurera. Il lavoro contadino in Sardegna, 1976; I pascoli erranti: antropologia del pastore in Sardegna, 1989.
Si è occupato di storia degli studi, in particolare di antropologia dell'età coloniale, nonché di questioni teoriche e di metodo della ricerca antropologica, promuovendo tra l'altro, con Tullio Seppilli e Pier Giorgio Solinas, il primo dottorato di ricerca in Italia in Metodologie della Ricerca etno-antropologica. Ha trattato questioni dell'identità locale, regionale, nazionale, europea, globalizzata.
Tra i suoi scritti teorici, hanno rilievo i saggi Il sapere della mano: saggi di antropologia del lavoro (1986) e Fare, dire, sentire: l'identico e il diverso nelle culture (2011), dove Angioni, situando la varietà di forme della vita umana in una dimensione di massima ampiezza di tempo e di spazio, vuole cogliere il valore antropopoietico del fare, del dire e del pensare-sentire in quanto dimensioni interrelate (sebbene di solito separate e gerarchizzate) della 'natura' umana, intesa però come caratterizzata dalla cultura, cioè dalle capacità umane di apprendimento vario e indefinito. Tra l'altro, Angioni si occupa criticamente di tenaci luoghi comuni occidentali, come la superiorità originaria del linguaggio rispetto alla tecnica e a tutto il resto di quanto considerato umano; la separatezza della dimensione estetica (o artistica) dal resto della vita, e altri retaggi del senso comune occidentale colto e popolare.
Alla produzione saggistica e in riviste specialistiche ha affiancato quella di pubblicista, collaborando a quotidiani e periodici. Ha fondato e diretto la rivista antropologica internazionale Europaea. Journal of the Europeanists-Journal des Européanistes. Ha lavorato per radio e televisioni ed è uno dei fondatori del Festival di Gavoi - L'isola delle storie.
Angioni è stato soprattutto uno scrittore. Nelle sue numerose opere di narrativa racconta spesso del cambiamento antropologico ancora in via di laborioso svolgimento in luoghi come la sua isola. Come narratore ha esordito nel 1978 con la raccolta di racconti A fogu aintru/A fuoco dentro. Dopo è una serie di romanzi, che spesso hanno al centro la mitica Fraus, l'universo letterario in cui si organizzano e si sviluppano vicende del suo raccontare o dove alcune opere rimandano come luogo di origine dei suoi personaggi. Tra i suoi romanzi Le fiamme di Toledo, Assandira, Doppio cielo, L'oro di Fraus.
Giulio Angioni è considerato, con Sergio Atzeni e Salvatore Mannuzzu, uno degli iniziatori della letteratura sarda recente (Nuova letteratura sarda), di vasta risonanza, seguita all'opera di singole figure di spicco del Novecento, quali Grazia Deledda, Emilio Lussu, Giuseppe Dessì, Gavino Ledda, Salvatore Satta, Maria Giacobbe, Giuseppe Fiori, e continuata da numerosi autori nei decenni a cavallo del 2000.
Più recente è stata la sua produzione poetica (Tempus del 2008, Oremari del 2011 e Anninnora, raccolta postuma uscita nel 2017) in sardo e in italiano. L'antropologo è venuto a mancare nel 2017 all'età di 77 anni in seguito a una rapida malattia.

## Pubblicazioni principali

### Narrativa
- A fogu aintru/A fuoco dentro (con illustrazioni di Maria Lai)
- Sardonica (con illustrazioni di Gaetano Brundu), EDeS 1983, Ilisso 2012
- L'oro di Fraus, (Editori Riuniti 1988, Il Maestrale 2000)
- Il sale sulla ferita, Marsilio 1990, Il Maestrale 2010, finalista al Premio Viareggio 1990
- Una ignota compagnia, Feltrinelli 1992, Il Maestrale 2007, finalista al Premio Viareggio 1992
- Se ti è cara la vita, Insula,1995
- Il gioco del mondo, Il Maestrale 1999
- La casa della palma, Avagliano, 2000
- Millant'anni Il Maestrale 2002, 2009
- Il mare intorno, Sellerio editore 2003
- Assandira, Sellerio editore 2004
- Alba dei giorni bui Il Maestrale 2005, 2009, Premio Dessì 2005
- Le fiamme di Toledo, Sellerio editore 2006, Premio Fondazione Corrado Alvaro 2006, Premio Mondello 2006
- La pelle intera, Il Maestrale 2007
- Afa, Sellerio editore 2008
- Gabbiani sul Carso, Sellerio editore 2010
- Doppio cielo, Il Maestrale 2010
- Sulla faccia della terra, Feltrinelli/Il Maestrale 2015, Premio Pozzale Luigi Russo 2015

#### Poesia
- Tempus (CUEC 2008 e CUEC 2012 audiolibro Giulio Angioni legge Tempus)
- Oremari, Il Maestrale, 2013.
- Anninnora, Prefazione di Luigi Tassoni, Nota al testo di Giancarlo Porcu, Il Maestrale, 2017.

### Saggi
- Tre saggi sull'antropologia dell'età coloniale, Flaccovio 1973
- Rapporti di produzione e cultura subalterna. Contadini in Sardegna, EDeS, 1974
- Sa laurera: Il lavoro contadino in Sardegna, EDeS 1976 e Il Maestrale 2005
- Il sapere della mano: saggi di antropologia del lavoro, Sellerio editore 1986
- L'architettura popolare in Italia: Sardegna (con A. Sanna), Laterza, 1988
- I pascoli erranti. Antropologia del pastore in Sardegna, Liguori 1989
- Pane e formaggio e altre cose di Sardegna, Zonza 2000
- Fare dire sentire. L'identico e il diverso nelle culture, Il Maestrale 2011

### Varia
- Tutti dicono Sardegna, Edes 1990
- La visita, Condaghes 1993, messo in scena dalla Cooperativa Teatro di Sardegna per la regia di Giacomo Colli
- Sardegna 1900: lo sguardo antropologico, in Storia d'Italia Einaudi, 1998
- Cartas de logu: scrittori sardi allo specchio, CUEC 2007
- Il dito alzato, Sellerio editore 2012
- Marianne Sin-Pfältzer: Sardegna, paesaggi umani, Ilisso 2012
- Arte sarda. Manufatti della tradizione popolare, Ilisso 2014